# Онуфрієво
Ону́фрієво (рос. Онуфриево) — присілок (колишнє село) у складі Ісетського району Тюменської області, Росія.
Населення — 139 осіб (2010, 169 у 2002).
Національний склад станом на 2002 рік:
- росіяни — 73 %